# 수지구청역
수지구청역(水枝區廳驛, Suji-gu Office station)은 경기도 용인시 수지구 풍덕천로에 위치한 신분당선의 역으로, 계획 당시에는 풍덕천역이라는 가칭을 사용하였다가 2015년 9월 4일 국토교통부의 장관고시에 의하여 수지구청역으로 결정되었다. 정평천, 성복천 하저터널로 성복역과 연결된다.

## 연혁
- 2015년 9월 4일 : 사용개시 고시[1]
- 2016년 1월 30일 : 신분당선 2차 개통으로 영업 개시

## 역 구조
승강장은 2면 2선의 상대식 승강장을 갖추고 있으며, 완전밀폐형 스크린도어(PSD: Platform Screen Door)가 설치되어 있다. 출입구는 4개가 있다.

### 승강장
| ↑ 동천 |
| \| 하  |
| 성복 ↓ |

| 상행 | ● 신분당선 | 정자 · 판교 · 강남 · 신사 방면 |
| 하행 | ● 신분당선 | 성복 · 광교 방면               |

## 역 주변
| 나가는 곳 | 방면 |
| --------- | --- |
| 1         | 수지구청 용인수지우체국 신한은행 수지지점 하나은행 수지지점 KB국민은행 수지지점 우리은행 수지지점 수지보건소 문정중학교 |
| 2         | 용인시여성회관 신월초등학교 신정공원 신정마을 용인수지9단지주공아파트 SC제일은행 수지지점                               |
| 3         | 풍덕천1동 행정복지센터 한국아파트 로얄스포츠센터사거리 현대아파트 동보아파트                                            |

## 인접한 역
| 신분당선           | 신분당선   | 신분당선           |
| ------------------ | ---------- | ------------------ |
| D14 동천 신사 방면 | ● 신분당선 | D16 성복 광교 방면 |